# Daoud Rajha
Daoud Abdallah Rajha (en arabe : داوود راجحة), né en 1947, est un général syrien, ministre de la défense de la République arabe syrienne du 8 août 2011 à son assassinat le 18 juillet 2012.
Il est tué le 18 juillet 2012 lors du conflit syrien de 2011-2012 par une bombe placée dans le quartier général de la sécurité nationale à Damas,.

## Biographie

### Jeunesse
Daoud Rajha est un chrétien arabe orthodoxe grec, né à Damas en 1947. Il est spécialiste de l'artillerie, diplômé de l'académie militaire syrienne en 1967.

### Carrière
Daoud Rajha atteint le grade de général de division en 1998 et est nommé chef d'état-major adjoint de l'armée syrienne six ans plus tard, en 2004. En 2005, il reçoit une promotion au grade de général appelé Imad (grade de l'armée syrienne entre général de division et lieutenant général). Lorsqu'Ali Habib Mahmoud est nommé à la tête du ministère de la Défense en 2009, Rajha s'e voit confier le poste de chef d'état-major de l'armée. Il occupe ce poste en 2011, au début de la guerre civile syrienne. Le 8 août 2011, il est choisi par le président Bachar el-Assad pour remplacer Mahmoud au poste de ministre de la Défense.

### Rumeur de sa mort
Le 20 mai 2012, le conseil de Damas de l'Armée syrienne libre, parmi les organisations rebelles opposées au gouvernement Assad, affirme avoir assassiné Rajha et les sept autres membres de la Cellule centrale de gestion de crise (CCMC) du gouvernement. Il a depuis été prouvé que ces allégations étaient fausses et constituaient de la propagande. Des membres de l'unité, dont l'ancien ministre de la Défense Hassan Turkmani, apparaissent vivants à la télévision syrienne, et les rebelles déclareront plus tard que seuls l'adjoint de Rajha, le général Assef Chaoukat, et un deuxième responsable qui n'a pas été nommé[pas clair]. Il a été démontré plus tard que Chaoukat, le beau-frère du président Assad, avait également survécu,,. En juin 2012, la question de la mort présumée de Rajha est définitivement résolue lorsqu'il a été confirmé qu'il resterait le ministre de la Défense d'Assad dans le cabinet nouvellement formé.

## Assassinat et funérailles
Près de deux mois après la date de sa mort présumée, Rajha est assassiné lors d'un attentat à la bombe contre une réunion de la cellule centrale de gestion de crise tenue au bâtiment de la sécurité nationale syrienne, place Rawda, à Damas,. Parmi les autres personnes tuées dans l'attentat figurent Hassan Turkmani et Assef Chaoukat. Fahd Jassem al-Freij est nommé par le président Assad comme successeur de Rajha au poste de ministre de la Défense, alors qu'il est annoncé qu'Addounia TV diffuserait les funérailles du ministre. Des funérailles nationales ont eu lieu pour lui, Hassan Turkmani et Assef Chaoukat à Damas le 20 juillet 2012. Une cérémonie religieuse en son honneur a eu lieu dans l'église Sainte-Croix de Damas. Bachar el-Assad n'a pas participé à la cérémonie et était représenté par le vice-président Farouk al-Sharaa. Une cérémonie militaire a également lieu pour lui, Hassan Turkmani et Assef Chaoukat, dans la Tombe du Soldat inconnu sur le mont Qasioun, surplombant Damas.

## Source
- (en) Cet article est partiellement ou en totalité issu de l’article de Wikipédia en anglais intitulé « Dawoud Rajiha » (voir la liste des auteurs).